# Tybalmia orbis
Tybalmia orbis är en skalbaggsart som beskrevs av Dillon 1945. Tybalmia orbis ingår i släktet Tybalmia och familjen långhorningar. Inga underarter finns listade i Catalogue of Life.